# Füzérkomlós
Füzérkomlós è un comune dell'Ungheria di 387 abitanti (dati 2001) . È situato nella contea di Borsod-Abaúj-Zemplén.